# Desmond Guinness
Desmond Walter Guinness (8 septembre 1931 - 20 août 2020) est un auteur anglo-irlandais d'art et d'architecture géorgiens, un défenseur de l'environnement et le cofondateur de l'Irish Georgian Society. Il est le deuxième fils de l'auteur et brasseur Bryan Guinness, 2e baron Moyne, et de son épouse d'alors Diana Mitford (plus tard Lady Mosley).
En 1958, il achète le château de Leixlip, à Leixlip, dans le comté de Kildare, en Irlande, où il vit avec sa première épouse, la princesse Henriette Marie-Gabrielle von Urach, généralement connue sous le nom de Mariga, et plus tard avec sa seconde épouse, Penelope Cuthbertson, qu'il épouse en 1984.

## Biographie

### Jeunesse et mariage
Né le 8 septembre 1931, Guinness est le deuxième fils de l'auteur Bryan Guinness et de Diana Mitford et est le frère cadet de Jonathan. Bryan devient 2e baron Moyne en novembre 1944. La mère de Desmond divorce de Bryan Guinness après cinq ans et épouse le chef du mouvement fasciste britannique des chemises noires, Oswald Mosley, à Berlin en 1936. En raison de l'intérêt de Mitford pour le fascisme, son beau-père, le 1er baron, organise une surveillance à partir de 1935, notamment par l'une des gouvernantes de Guinness, et le MI5 a même noté un projet pour qu'elle rende visite à Hitler avec ses fils. Mitford est internée en 1940 et Guinness se souvient plus tard de lui avoir rendu visite dans la prison de Holloway alors qu'il a 10 ans.
Il fait ses études au Collège d'Eton et à Gordonstoun School et étudie le français et l'italien à Christ Church, Oxford. Après avoir terminé son service national, il déménage dans la propriété de Lord Moyne, son père, près du Phoenix Park à Dublin, car Lord Moyne vivait six mois par an en Irlande, et sa mère part également en Irlande avec Mosley, vivant d'abord à Clonfert, puis à Fermoy.
Guinness se marie à Oxford en 1954 avec la princesse Henriette Marie-Gabrielle von Urach, fille de Fürst Albrecht von Urach et petite-fille du roi Mindaugas II de Lituanie, généralement connue sous le nom de « Mariga ». Guinness achète le château de Leixlip et sa ferme résiduelle de 180 acres pour 15 500 £, soit un tiers de ses actifs, en 1958, et lui et sa femme s'y installent.
Mariga Guinness déménage seule à Londres en 1969, vit ensuite dans le comté d'Antrim puis retourne au château de Leixlip. Les Guinness divorcent en 1980 et Mariga meurt quelques années plus tard.

### Société géorgienne irlandaise

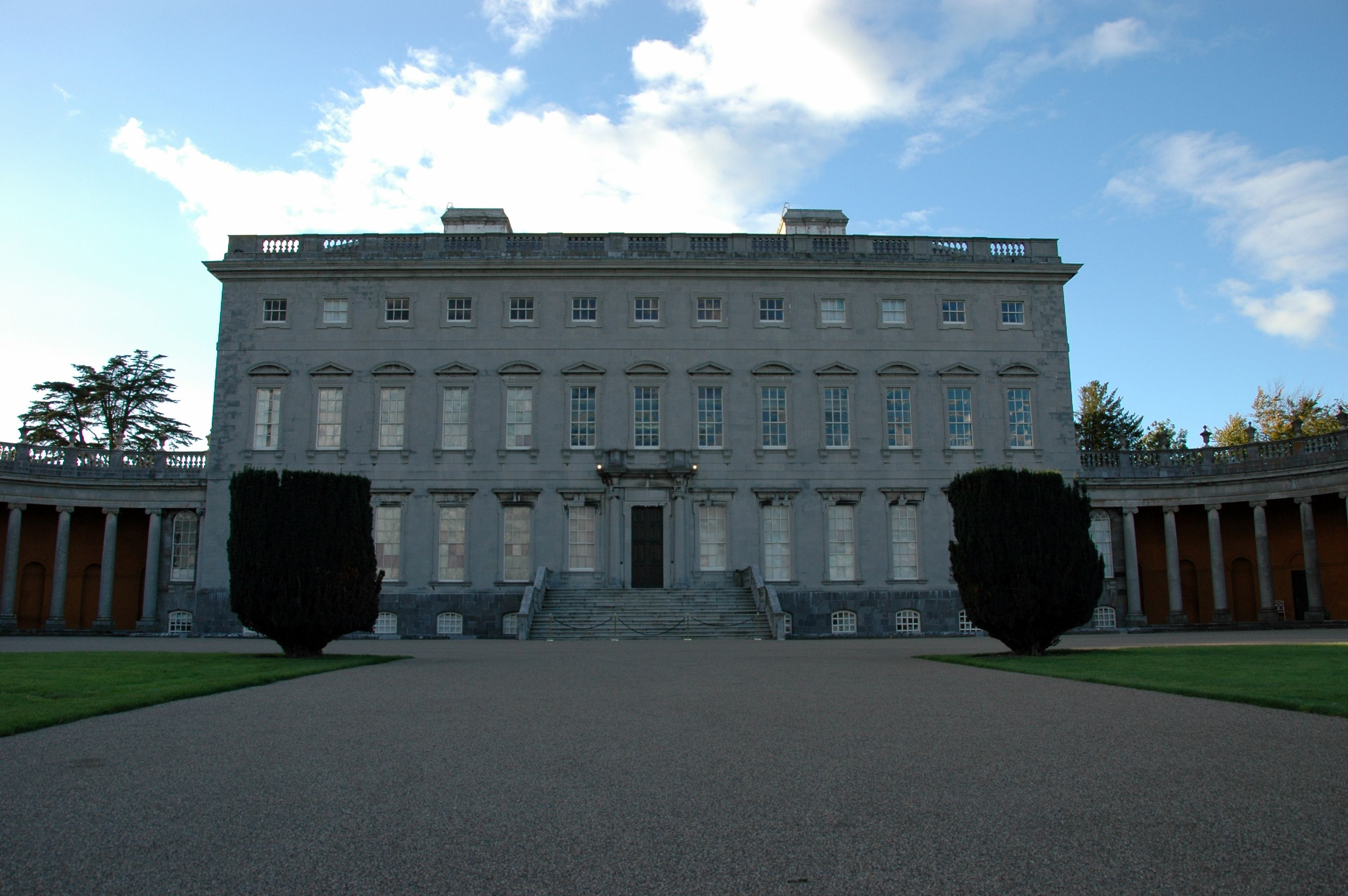
Castletown House

Desmond et Mariga fondent l'Irish Georgian Society en avril 1958 pour aider à préserver l'architecture irlandaise de toutes les périodes. Cela tombe à point nommé puisque les lois irlandaises sur l’aménagement du territoire ne sont promulguées qu’à partir de 1963.
L'IGS s'implique dans de nombreux projets et commence à publier des bulletins trimestriels. Certaines des premières préservations ou campagnes ont lieu à : Damer House (comté de Tipperary), The Conolly Folly (comté de Kildare), Mountjoy Square, Tailors' Hall et Hume Street (Dublin) et Dromana Gateway dans le comté de Waterford.
L'IGS organise des matchs de cricket géorgien selon les règles de 1744.
Entre 1967 et 1979, les Guinness achètent et commencent à préserver Castletown House, à Celbridge, Kildare, considérée comme la plus belle maison palladienne d'Irlande.

### Dernières années
En 1984, Guinness épouse Penelope Cuthbertson, fille de la mondaine Teresa Jungman (en) et petite-fille de l'artiste Nico Wilhelm Jungmann.
Ces dernières années, Guinness créé une bourse pour les étudiants en architecture.
Il est maître des North Kildare Harriers. Il démissionne de son poste de président de l'IGS en 1990.
Guinness est décédé le 20 août 2020, à l'âge de 88 ans.

## Famille
Les Guinness ont un fils, Patrick Desmond Carl-Alexander, et une fille, Marina. Par Patrick, il est le grand-père du mannequin Jasmine Guinness. Sa fille Marina est une mécène des arts et de musiciens irlandais, dont Glen Hansard, Damien Rice et le groupe Kíla. Marina a trois enfants : Patrick (de Stewart Copeland de The Police), Violet (du photographe Perry Ogden) et Finbar (du producteur de disques Denny Cordell).
Il n'y a pas d'enfants de son deuxième mariage .
Il est le frère de Jonathan Guinness, 3e baron Moyne et le demi-frère aîné (du côté maternel) de Max Mosley, ancien président de la FIA.

## Publications
Guinness a écrit les livres suivants :
- Portrait of Dublin (New York: Viking Press, 1967)
- Georgian Dublin  (Batsford, B.T., Ltd. 1979)  (ISBN 978-0-7134-1908-5)

trois autres livres avec Julius Trousdale Sadler :
- Mr Jefferson, architect (New York: Viking, 1973)  (ISBN 978-0-670-49261-9)
- Palladio: A Western Progress (New York: 1976)  (ISBN 978-0-670-53732-7)
- Newport preserv'd : architecture of the 18th century (New York: Viking Press, 1982)  (ISBN 978-0-670-50938-6)

deux avec William Ryan :
- Irish Houses and Castles; with William Ryan. (London: Thames & Hudson, 1973).
- The White House: An Architectural History (New York: McGraw-Hill, 1980).  (ISBN 978-0-07-054352-2)

et deux avec Jacqueline O'Brien, épouse du célèbre entraîneur de chevaux de course Vincent O'Brien :
- Dublin – A Grand Tour (Weidenfeld & Nicolson, 1994)
- Great Irish Houses and Castles (Harry N. Abrams, Inc.)  (ISBN 978-0-8109-3365-1) (December 1998) and in paperback (Weidenfeld & Nicolson, September 1993)  (ISBN 978-0-297-83236-2).